# Frank Hendrickx
Frank Hendrickx is een Nederlandse journalist die sinds 2015 als parlementair verslaggever voor de Volkskrant werkt.
Na het voortgezet onderwijs aan het Heilig Kruiscollege in het Belgische Maaseik studeerde Hendrickx Geschiedenis aan de Universiteit van Utrecht. Vervolgens studeerde hij aan de Humboldtuniversiteit in Berlijn en de Erasmus Universiteit in Rotterdam.
Na een stageperiode bij De Twentsche Courant Tubantia werkte hij als verslaggever Sport en Economie bij de Volkskrant en vanaf 1998 bij de GPD. Tot 2004 was hij voor de GPD correspondent in Moskou. Hierna werd hij politiek verslaggever en correspondent in Washington DC. 
In 2011 werd Hendrickx politiek redacteur bij het Algemeen Dagblad en Het Parool. 
Sinds 2015 is hij parlementair verslaggever voor de Volkskrant.

## Erkenning
Voor hun onthullingen over de mondkapjesdeal van Sywert van Lienden en zijn zakenpartners onthulling werd Hendrickx met Tom Kreling onderscheiden met de Citi Journalistic Excellence Award. Voor diezelfde onthullingen wonnen Hendrickx en Kreling de journalistieke prijs De Tegel 2021 in de categorie 'Nieuws' en De Loep in de categorie 'Opsporend'.

## Prijzen
- De Loep 2021
- De Tegel 2021
- Citi Journalistic Excellence Award 2021